# Castell d'Abella de la Conca
El Castell d'Abella és un castell medieval de la vila d'Abella de la Conca, pertanyent al terme municipal del mateix nom, situat en el Pallars Jussà. Aquest castell duu el nom de la població on es troba i de la baronia de la qual era el centre. Té els seus orígens en el segle xi, i és actualment un munt de ruïnes, però identificables com a castell. Està situat al capdamunt de la vila d'Abella de la Conca, dalt de la roca que la domina pel nord. És en un lloc altament estratègic, tenint en compte la situació del país en el pas de l'alta edat mitjana a la baixa edat mitjana: situat en una creta rocosa, fàcil de defensar i difícil d'atacar, controlava els passos que des de la Conca Dellà s'adrecen a l'Alt Urgell, principalment per Bóixols, que és precisament el lloc per on van entrar els homes del Comte d'Urgell per poder dominar la conca pallaresa quan aquesta era dins dels territoris dominats pels sarraïns. Aquest castell fou el cap de la baronia d'Abella, una de les baronies històriques del Pallars Jussà, tot i que en el seu origen està més lligat al comtat d'Urgell que no pas al pallarès.

## Situació

El Castell d'Abella, respecte del terme d'Abella de la Conca

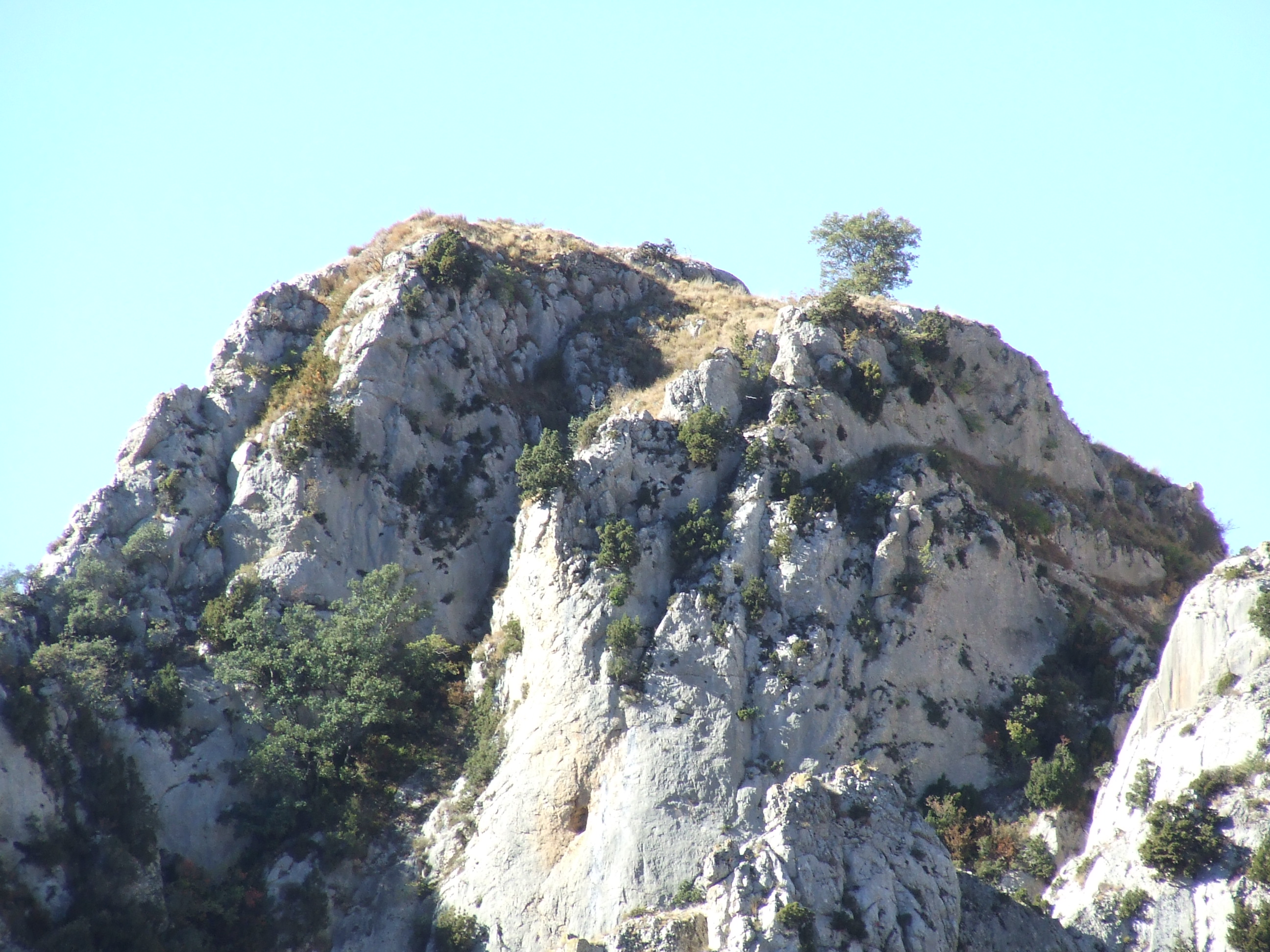
Cara nord del penyal on hi ha les restes del castell

En les documentacions antigues, el castell d'Abella apareix sempre confrontant amb el castell de Llordà (llevant), el de Basturs i el de Conques (ponent), principalment, tot i que en algun document són també esmentats com a límit septentrional, els de Vilanova i Rocaspana (Rocha-Spana). També en algun document se'l relaciona amb Nargó. Del castell d'Abella, a més, depenien els de de Sant Romà i de Bóixols.

## Construcció
El vestigi més important distingible és un mur d'uns 13 metres de llargària, orientat de llevant a ponent, d'1 metre d'amplada. Devia ser el límit sud d'una construcció quadrangular; el límit nord el devia formar una altra paret, vestigis del qual són al límit del penya-segat. Una mica més a ponent hi ha també unes altres restes de parets, amb pedres ben arrenglerades, que no és possible de saber si es tractava de l'església del castell, documentada, o de restes d'altres construccions del castell. Tampoc no s'ha pogut esbrinar si hi havia una torre que el coronés, però per la situació del castell, no era del tot necessària la presència de cap torre de guaita. És probable que aquests murs pertanyin a obra del segle xi, tot i que no es pot descartar la presència d'aquest castell, o de torratxes de vigilància més primitives, en aquest indret ja des del segle x, com a avançada del Comtat d'Urgell.

## Història
Està documentat des del segle xi, que és quan surt per primer cop el topònim termino de Abbelia, el 1033, i, sempre depenent dels Comtes d'Urgell, fou infeudat a Miró Sunyer d'Abella com a castlà del lloc. Un parell de generacions d'aquesta família en mantingueren el senyoriu, però el 1097 Guitard de Caboet i el seu fill Guillem Guitard manifesten ser-ne castlans. Els Abella, nom que prengué aquesta família, mantingueren molt de temps el senyoriu de la vila i vall d'Abella, tot i que en algun moment apareix algun possessor del lloc que hi pertany, com Pere Estopinyà el 1154.
És possible que ja fos aquest castell el kastrum de Abizela que apareix el 1110 en el testament de Guillem Guitard de Caboet, on deixa al seu fill Bernat uns quants castells pallaresos, entre ells el d'Abisella.
Tot i la migradesa de les seves restes, és un espai històric protegit, declarat BCIN (Bé cultural d'interès nacional) i pertanyent al catàleg arqueològic català.